# Siren Sundby
Siren Sundby (Lørenskog, 2 de dezembro de 1982) é uma velejadora norueguesa, campeã olímpica. Ela competiu nos Jogos Olímpicos de Verão de 2004 na classe Europe e conquistou a medalha de ouro, tendo vencido cinco das onze regatas disputadas. Ela também ganhou o Campeonato Mundial na mesma classe em 2003 e 2004.
Sundby foi eleita a velejadora do ano pela Federação Internacional de Vela em 2003. Ela é bacharel em Engenharia pela Universidade Técnica da Dinamarca e casou-se com Christopher Gundersen, também velejador.